# Rakouská občanská válka

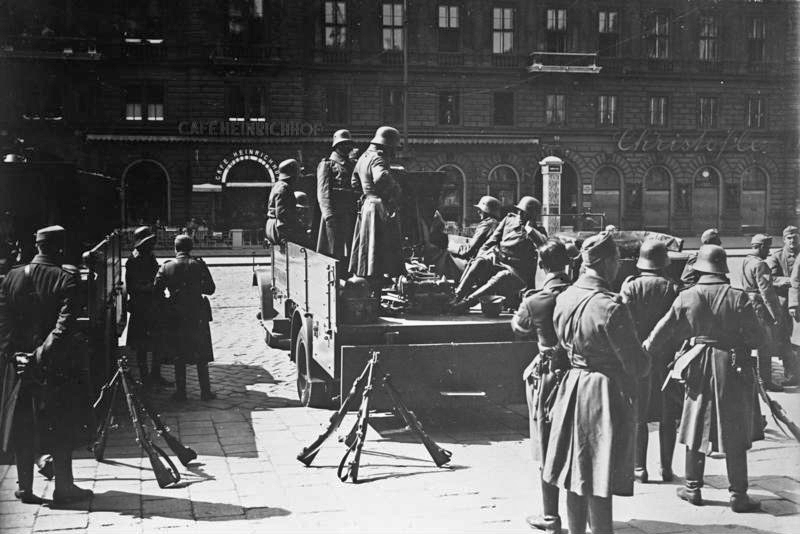
Vojáci spolkové armády před Státní operou ve Vídni

Rakouská občanská válka (německy Österreichischer Bürgerkrieg) nebo také únorové boje roku 1934 (něm. Februarkämpfe 1934) je označení ozbrojených střetů mezi vojskem věrným vládě kancléře Dollfusse a socialistickou paramilitární organizací Republikanischer Schutzbund, které se odehrály 12. až 15. února 1934 a jimž padlo za oběť několik set lidí v rakouských průmyslových střediscích. Střety začaly v Linci a nejsilnější srážky probíhaly ve Vídni, Štýrském Hradci, Brucku an der Mur, Judenburgu, Vídeňském Novém Městě a Štýru, zasažena byla i další průmyslová města středního a východního Rakouska. Boje skončily porážkou socialistických bojůvek.